# ナファモスタット
ナファモスタット（Nafamostat）はセリンプロテアーゼ阻害薬の一つであり、抗凝固薬に分類される。急性膵炎の症状改善にも用いられる。即効性の蛋白質分解阻害効果があり、血液透析に際してフィブリノーゲンが分解してフィブリンとなることを防ぐ。鳥居薬品が開発し、2019年4月に製造販売承認を日医工に譲渡した。商品名は「フサン」で、後発医薬品もある。

## 効能・効果
日本で承認されている効能・効果は、下記の通りである。
- 膵炎の急性症状（急性膵炎、慢性膵炎の急性増悪、術後の急性膵炎、膵管造影後の急性膵炎、外傷性膵炎）の改善
- 汎発性血管内血液凝固症(DIC)
- 出血性病変または出血傾向を有する患者の血液体外循環時の灌流血液の凝固防止（血液透析およびプラスマフェレーシス）

## 副作用
重大な副作用として添付文書に挙げられているものは、ショック、アナフィラキシー様症状、高カリウム血症、低ナトリウム血症、血小板減少、白血球減少、肝機能障害、黄疸である。
先発品と後発品で共にアレルギー症状を呈し、発現機序が異なることがうかがえたが、後発品では原因究明のシステムが構築されておらず、原因を解明できなかった事例が報告されている。

## 研究事例

### COVID-19
2020年3月18日、東京大学医科学研究所（井上純一郎教授ら）は、新型コロナウイルスの感染を阻止する可能性があるとして、国立国際医療研究センターなどと患者に試験投与を開始すると発表。国内では5つ目の治験薬剤になる。
2020年5月8日、東京大学は、特定臨床研究「肺炎を有する新型コロナウイルス感染症（COVID-19）患者を対象としたファビピラビルとナファモスタットメシル酸塩の併用療法の有効性及び安全性を検討する多施設共同単盲検ランダム化比較試験」を開始したと発表した。ファビピラビルを最長14日間投与する群を対照群として、ファビピラビル及びナファモスタットメシル酸塩を併用で最長14日間投与する群における有効性と安全性を検討する単盲検比較試験であり、実施予定被験者数は、160人を計画している。
吸入製剤の開発も進められたが、安全性の問題から2021年には中止となった。